# Ройян, Эрнст
Эрнст Ройян (норв. Ernst Andreas Rojahn; 13 августа 1909, Тёнсберг — 24 июля 1977, Тёнсберг) — норвежский шахматист.

## Биография
С конца 1930-х до конца 1950-х был одним из ведущих шахматистов Норвегии. Дважды побеждал на чемпионатах Норвегии по шахматам (1945, 1958). Представлял сборную Норвегии на шахматных олимпиадах, в которых участвовал четыре раза (1939, 1952, 1956—1958). В 1939 году в Буэнос-Айресе на шахматной олимпиаде завоевал индивидуальную золотую медаль за победу на первой доске в финале Б.